# Ольшанка (Емильчинский район)
Ольшанка (укр. Вільшанка) — село на Украине, находится в Емильчинском районе Житомирской области.
Код КОАТУУ — 1821785802. Население по переписи 2001 года составляет 30 человек. Почтовый индекс — 11237. Телефонный код — 4149. Занимает площадь 0,486 км².

## Адрес местного совета
11237, Житомирская область, Емильчинский р-н, с.Сербы